# Ardisaeng
Ardisaeng is een bestuurslaag in het regentschap Bondowoso van de provincie Oost-Java, Indonesië. Ardisaeng telt 1783 inwoners (volkstelling 2010).